# Keude Lapang (Ganda Pura)
Keude Lapang is een bestuurslaag in het regentschap Bireuen van de provincie Atjeh, Indonesië. Keude Lapang telt 1111 inwoners (volkstelling 2010).